# Kopalnia Węgla Kamiennego Barbara-Chorzów
Kopalnia Węgla Kamiennego Barbara-Chorzów – kopalnia węgla kamiennego działająca w Chorzowie od 1970 do 1993 roku, zlikwidowana w 1995 roku .

## Historia
Kopalnia powstała 1 stycznia 1970 z połączenia kopalń: Chorzów i Barbara-Wyzwolenie, które zostały połączone podziemnym przekopem. Składała się z dwóch rejonów: Barbara i Chorzów, w ich obrębie działały szyby: Kolejowy I i II, Wyzwolenie I i II, Wentylacyjny II, Barbara I i II, Kinga II, Karolina i Zygmunt August II. Produkcja w 1970 roku wynosiła: 1 976 050 t.
Ostatnim etapem robót górniczych w rejonie dawnej kopalni Barbara-Wyzwolenie było wybieranie pokładu 501 z w pobliżu szybów Wyzwolenie I i II. Zakończenie eksploatacji złóż węgla w rejonie Barbara nastąpiło w 1981 roku. Szyby Wyzwolenie do 1987 roku przekształcono w ujęcia wody dla Zakładów Gumowych Górnictwa w Bytomiu poprzez zasypanie ich jedynie do głębokości 90 metrów z pozostawieniem na tejże głębokości drożnego wyrobiska łączącego oba szyby. Szyb Wyzwolenie II pozostał jako zbiornik retencyjny, szyb Wyzwolenie I uzbrojono w rurociągi i pompę głębinową.

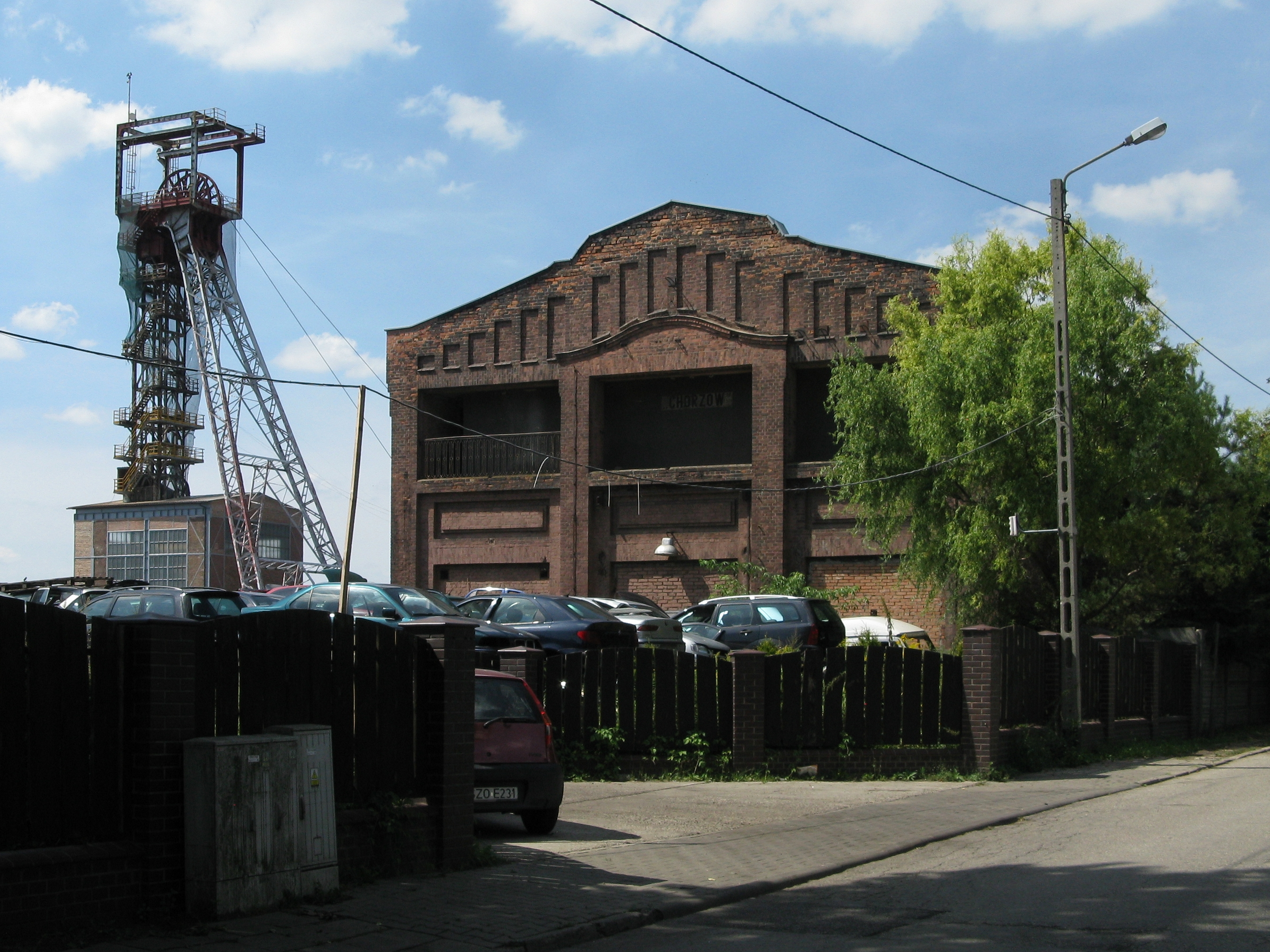
Zabudowania kopalni, z lewej wieża wyciągowa szybu Kolejowego I (2018)

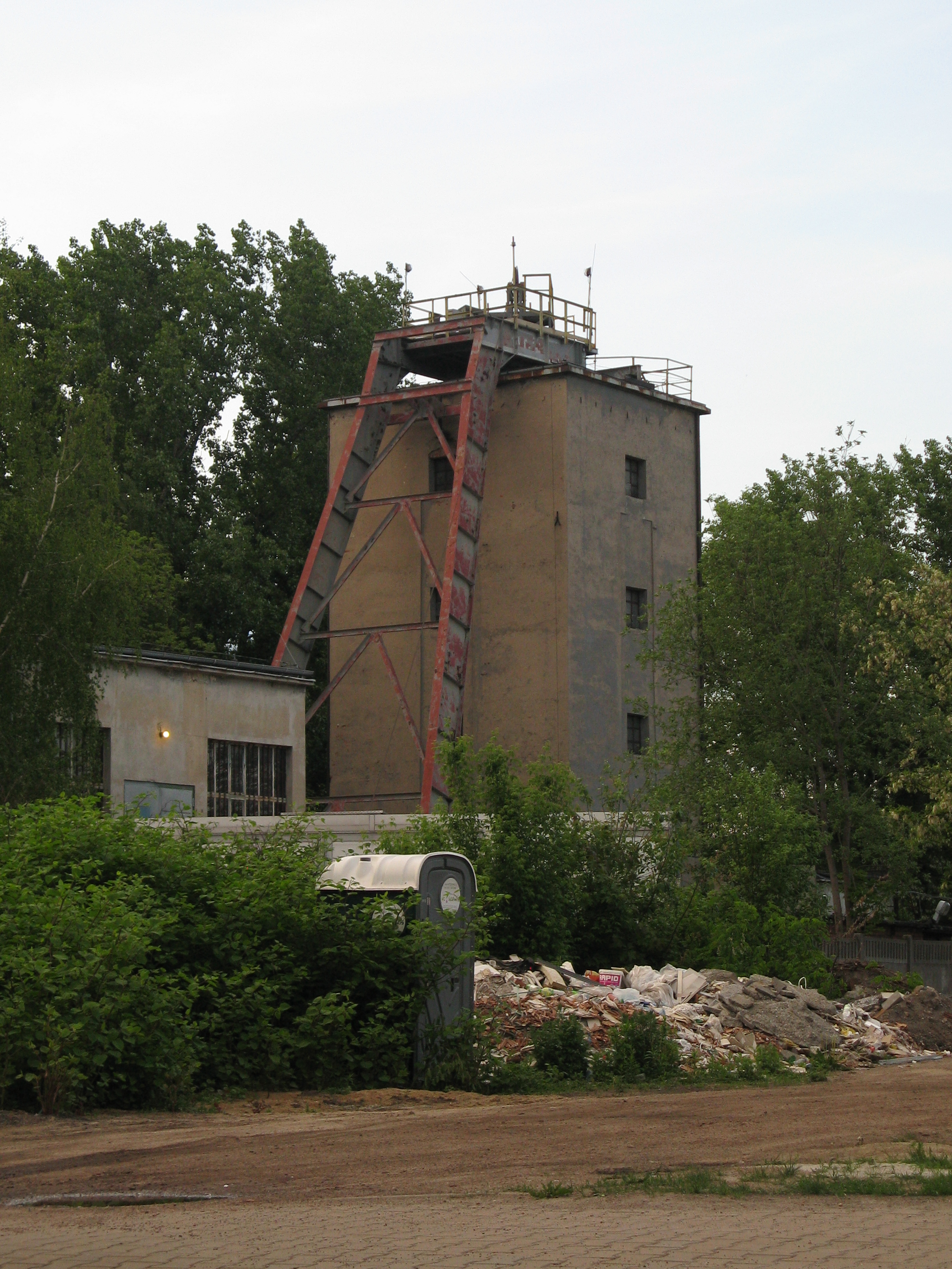
Wieża wyciągowa szybu Zygmunt August II w Chorzowie-Maciejkowicach (2018)

Do końca kwietnia 1993 roku podejmowano działania mające na celu udostępnienie z podszybia szybów Kolejowych pokładu 816 zasobnego w węgiel koksujący, którego eksploatacja zapewniłaby rentowność zakładu. Do ich zakończenia zabrakło 600 metrów bieżących robót przekopowych.
14 lipca 1993 roku kopalnia na mocy decyzji Ministra Handlu i Przemysłu została postawiona w stan likwidacji. Zakończenie eksploatacji złóż węgla w rejonie Chorzów nastąpiło w 31 października 1993 roku, oficjalnie z uwagi na częściowe wyeksploatowanie zasobów i podjęte działania restrukturyzacyjne. 17 marca 1994 roku Ministerstwo Ochrony Środowiska, Zasobów Naturalnych i Leśnictwa zezwoliło na zatrzymanie kopalni w taki sposób, który umożliwiałby ewentualne wznowienie eksploatacji pokładu 816.
Pozostałe szyby Kolejowy I i Zygmunt August II weszły w skład pompowni Siemianowice, należącej do Centralnego Zakładu Odwadniania Kopalń.
Grupa Fasing planowała w 2014 roku wznowić wydobycie w rejonie zlikwidowanej kopalni.